# Ardisia mexicana
Ardisia mexicana är en viveväxtart. Ardisia mexicana ingår i släktet Ardisia och familjen viveväxter.

## Underarter
Arten delas in i följande underarter:
- A. m. mexicana
- A. m. siltepecana